# Kareler

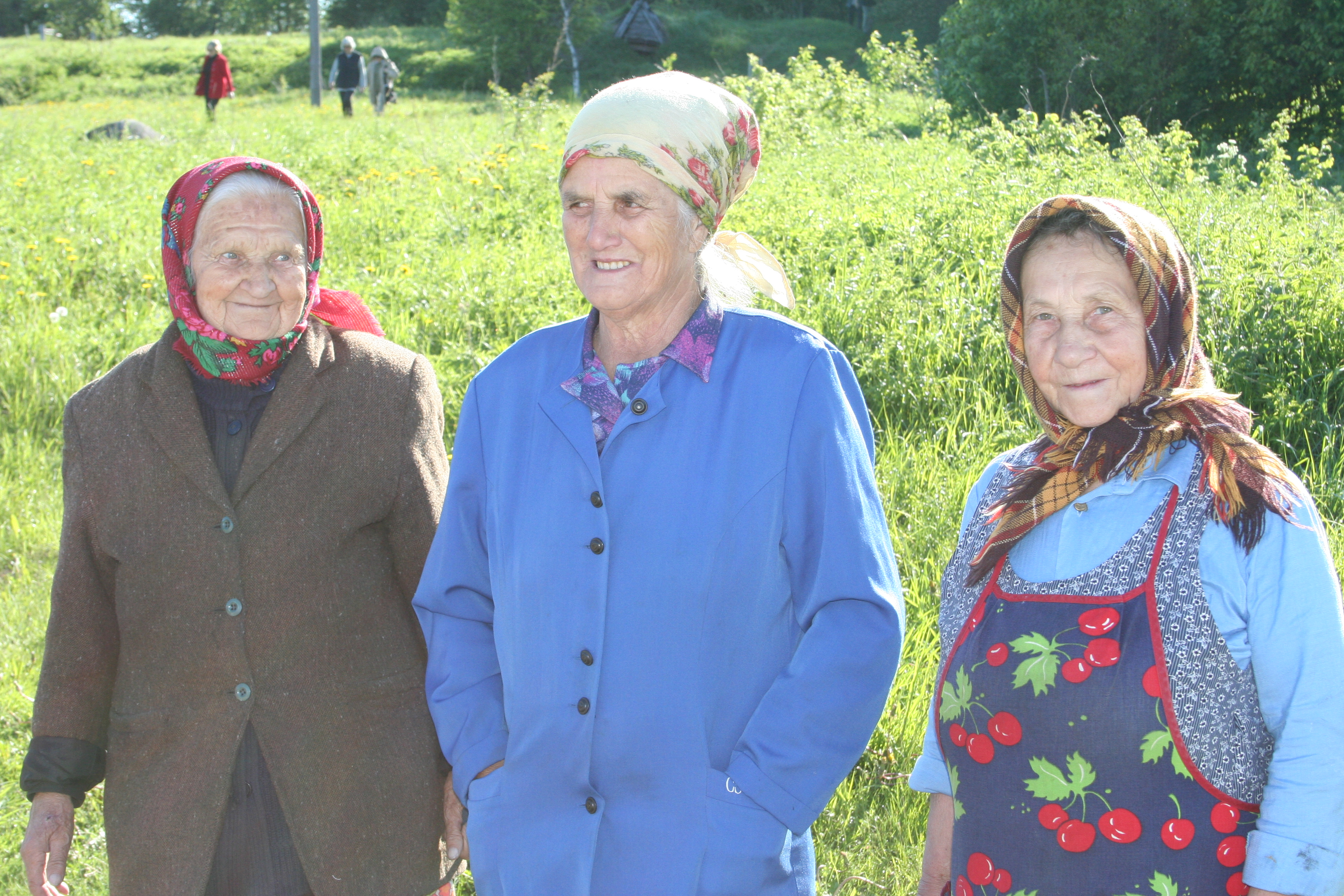
Äldre karelska damer.

Kareler, eller karelare (karelska: karjalaižet, karjalazet, karjalaiset, ryska: Карелы), är ett östersjöfinskt folk. Deras traditionella hem är Karelen, och de är till största delen bosatta i nuvarande Karelska republiken, Tverkarelen och Sankt Petersburgsområdet. Kulturellt och språkligt är de besläktade med finnar och vepser. Många av de etniska karelerna talar karelska.

## Historik
I skriftliga källor omnämns de under elva- och tolvhundratalet i norska texter och i de isländska sagorna. I Egil Skallagrimssons saga beskrivs konflikter mellan kväner och kareler.
Under sovjettiden diskriminerades den karelska befolkningen, som höll på att helt assimileras i den sovjetiska kulturella likriktningen. Många kareler försvann spårlöst under Stalins styre.
Ordet används också på ett annat sätt, om den finska befolkningen i Karelen. Detta område inkluderade de områden Finland förlorade i vinterkriget och i fortsättningskriget.
Många kareler tillhör den rysk-ortodoxa kyrkan.

## Genetik
43% av karelerna med Y-kromosom har haplogrupp N1c.